# روی استوارت (بازیگر فیلم صامت)
روی استوارت (انگلیسی: Roy Stewart؛ ‏ ۱۷ اکتبر ۱۸۸۳ – ۲۶ آوریل ۱۹۳۳) بازیگر اهل ایالات متحده آمریکا بود.
از فیلم‌هایی که وی در آن نقش داشته‌است، می‌توان به ارابه‌های جنگی، ویلی پارک را اداره می‌کند، کینگ کونگ، در آریزونای قدیم، بازیگران مشتاق، مردان بدون زنان، وایکینگ، از سواحل ایتالیا و گنجشک‌ها اشاره کرد.